# Kasterlee
Kasterlee ist eine belgische Gemeinde in den Kempen der Region Flandern mit 19.648 Einwohnern (Stand 1. Januar 2024). Sie besteht aus dem Hauptort und den beiden Ortsteilen Lichtaart und Tielen.
Turnhout liegt acht Kilometer nördlich, Antwerpen 38 Kilometer westlich und Brüssel etwa 60 Kilometer südwestlich.
Die nächsten Autobahnabfahrten befinden sich im Norden bei Turnhout an der A21/E 34 und im Süden bei Geel an der A13/E 313.
Die Gemeinde besitzt einen Regionalbahnhof im Ortsteil Tielen an der Bahnlinie Turnhout–Herentals, weitere befinden sich unter anderem in Turnhout, Geel und Herentals.
Der Flughafen Antwerpen und der Flughafen der niederländischen Großstadt Eindhoven sind die nächsten Regionalflughäfen und der Flughafen Brüssel National nahe der Hauptstadt Brüssel ist ein Flughafen von internationaler Bedeutung. Die Gemeinde Plaffeien (Schweiz) ist eine Partnergemeinde von Kasterlee.

## Persönlichkeiten
- Roger Diercken (* 1939), belgischer Radrennfahrer, geboren im Ortsteil Tielen
- Lucas Van Looy (* 1941), römisch-katholischer Bischof von Gent, geboren im Ortsteil Tielen
- Senne Leysen (* 1996), belgischer Radrennfahrer, geboren im Ortsteil Tielen